# Tom Lehel
Tom Lehel (* 17. Juli 1970 in Bonn) ist ein deutscher Schauspieler, Fernsehmoderator, Komiker und Musiker. Zu seinen Markenzeichen gehören die nach oben gegelten Haare seiner Halbglatze in Kombination mit einer Sonnenbrille.

## Leben und Wirken
Lehel absolvierte ab 1991 die Theaterfachschule Bongôrt von Roy in Bergisch Gladbach (heute in Siegburg). Danach trat er in verschiedenen Fernsehserien, Comedyshows und vor allem in Kindersendungen im ZDF und im KiKA auf. Sein Markenzeichen ist seine wilde Fönfrisur und die kosmisch-skurrile Sonnenbrille, die er auf der Stirn trägt. Von 2002 bis 2007 war er Mitglied des Ensembles der Sat.1-Sketchshow Mensch Markus, die 2004 den Deutschen Comedypreis in der Kategorie Beste Sketch-Show erhielt. 12 Jahre lang moderierte Lehel die Kindergameshow Tabaluga tivi. Er ist Autor des Buchs, Hörspiels und Musicals Tom Lehels Land der Träume. Auch die Hörspielreihe Die Furiosen 5 und die Buchreihe Team Tom stammen aus seiner Feder.
Der vierfache Vater engagiert sich für die McDonald’s Kinderhilfe und ist Schirmherr der Ronald-McDonald-Oase Sankt Augustin. Lehel gründete 2018 die Stiftung „Mobbing stoppen! Kinder stärken!“. Hierzu veröffentlichte er die Bücher und die Songs DU DOOF?!- Das Buch gegen Mobbing für Kinder: Auch ich wurde gemobbt; Wir wollen Mobbingfrei!!: Schau hin, nicht weg und Du bist richtig! Sei fair und respektvoll. Darüber hinaus schuf Lehel das erste Anti-Mobbing-Präventionsprogramm „Wir wollen Mobbingfrei!!“ für Grundschulen in Deutschland und tourt damit bundesweit durch Grundschulen. Unterstützt und gefördert wird sein Programm bundesweit von den Betriebskrankenkassen und durch Förderer und Spender seiner Stiftung. Bis heute ist er Ensemble-Mitglied und Sänger der Sendung KiKA-Tanzalarm.

## Filmografie (Auswahl)
- 1994–1996: Cult – Jungenmagazin (Moderation, Kabel 1)
- 1996–1997: Jung, ledig, sucht (Moderation, Kabel 1)
- 1998: RTL Samstag Nacht (Komiker im neuen Ensemble, RTL)
- 1998–2002: Toms Test (Moderation, KI.KA)
- 2000–2012: Tabaluga tivi (Moderation, ZDF/KI.KA)
- 2001–2002: Lindenstraße (als Musikproduzent Mike Korbik)
- 2002–2007: Mensch Markus (Sketchpartner, Sat.1)
- 2004–2022: KiKA Tanzalarm (Komiker, Sänger, KiKA)
- 2006: Toll Tom (Moderation, ZDF/KI.KA)